# Dwór Studzienka
Dwór Studzienka – zabytkowy dwór w gdańskim Wrzeszczu przy ul. Traugutta 94, jeden z najstarszych budynków Wrzeszcza.

## Historia
Dwór został zbudowany w 2. połowie XVIII wieku w stylu barokowym. Posiada dach mansardowy z oryginalnymi lukarnami. Wewnątrz zachowane są barokowe polichromie. Dwór otoczony był zabudowaniami gospodarczymi (w tym stajnią) oraz założeniem ogrodowym ze sztuczną grotą, kolumnami i ławkami. W 1945 częściowo wypalony budynek przejął Skarb Państwa. 15 października 1973 zespół wpisano do rejestru zabytków. Obecnie jest własnością Europejskiej Fundacji Ochrony Zabytków.
Nazwa dworu pochodzi od źródła wód leczniczych Heiligenbrunn (pol. Święty Zdrój), którego wody były polecane zwłaszcza w przypadku schorzeń oczu. Źródło ma charakter słabo zmineralizowanej szczawy żelazistej. W okresie międzywojennym pobierano stąd wodę do produkcji butelkowanej wody stołowej.